# Amphimeloides
Amphimeloides là một chi bọ cánh cứng trong họ Chrysomelidae.
Chi này được Jacoby miêu tả khoa học năm 1887.

## Các loài
Chi này gồm các loài:
- Amphimeloides sexmaculatus Kimoto & Takizawa, 2002